# کئوله
کئوله (اسپانیایی:  keule یا queule و hualhual) درختی بومی شیلی است. این تنها گونه از سردهٔ گومورتگا (Gomortega) است و به راسته برگ‌بوسانان در تبارشاخه مگنولیان اختصاص دارد.

## شرح

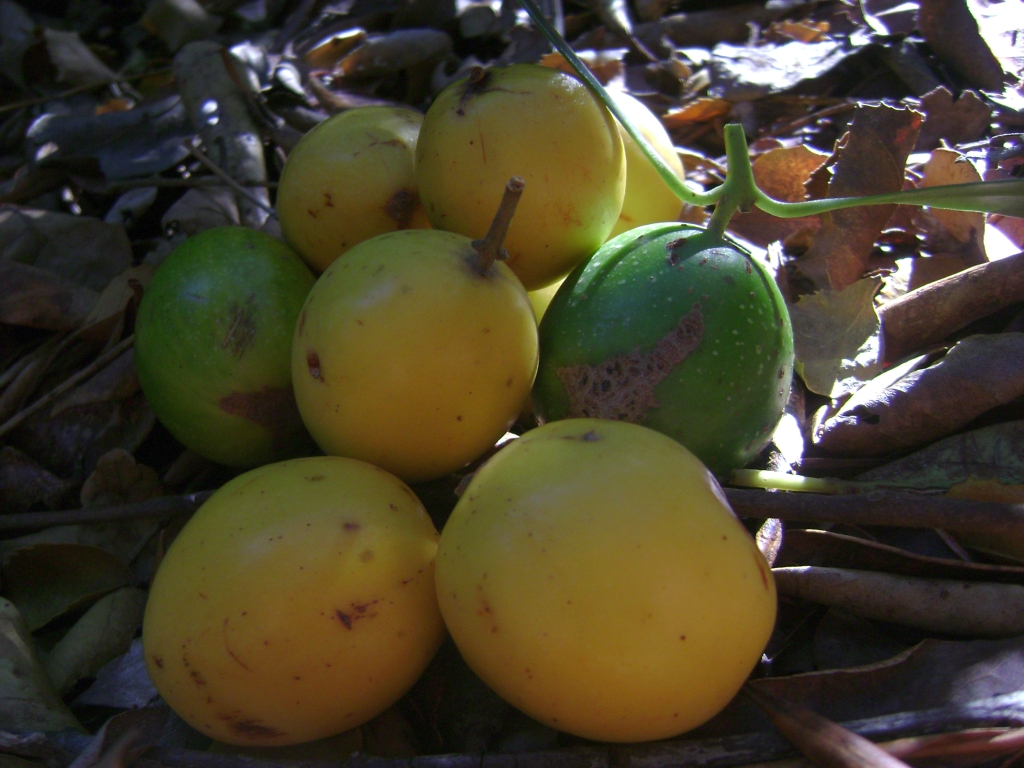
میوه کئوله.

کئوله‌ها درختانی همیشه سبز، معطر، دارای پوست خاکستری با شکاف‌های طولی کم‌عمق هستند. برگ‌های دُم‌برگ، ساده، کامل، بیضی‌شکل تا نیزه‌ای‌شکل است. ساقه‌ها دارای گره‌های تک‌حفره‌ای و دارای دو خط برگی هستند. شاخه‌ها چهارگوش‌اند.
میوه خوراکی یک حفره زردرنگ یک یا سه‌حفره‌ای است که معمولاً دارای 1 (-2) دانه، میان‌بَر (مزوکارپ) گوشتی، درون‌بَر (اندوکارپ) دلپذیر و سنگی است. در هر میوه ۱–۲ دانه وجود دارد که دارای درون‌دانه فراوان، روغنی، جنین بزرگ، دولپه‌ای است.
عدد کروموزوم n = ۲۱، 2n = ۴۲ است.

## پراکنش
کئوله تنها در یک محدوده زیستگاهی بسیار باریک در ساحلی مرکزی شیلی، از جمله جنگل مائولینو و بخش‌هایی از ماتورال شیلی رشد می‌کند.
این گونه به دلیل برداشت بیش از حد در معرض خطر انقراض قرار دارد و جنگل‌هایی آن را برای تبدیل به زمین کشاورزی می‌بُرند.
کئوله یک میوه شیرین خوراکی زردرنگ به قطر ۳۴–۴۵ میلیمتر (۱٫۳–۱٫۸ اینچ) ی دارد. این میوه برای تهیه نوعی مارمالاد برداشت می‌شود.

## پیونده به بیرون
- پرونده‌های رسانه‌ای مربوط به Gomortega keule در ویکی‌انبار
- اطلاعات مرتبط Gomortega keule در ویکی‌گونه.

### گونه‌ها
- کئوله در دانشنامه گیاهی شیلی
- اطلاعات در مورد کئوله (به اسپانیایی)
- فهرست شده به عنوان در معرض خطر (EN A1cd v2.3)
- تصاویر و نقشه زیستگاه Gomortega keule (به زبان اسپانیایی)
- پروژه توسعه یافته در شیلی در Gomortega keule (به اسپانیایی)
- بایگانی‌شده  در ۱ ژانویه ۲۰۱۳ توسط Archive.today (به اسپانیایی)

### خانواده
- Gomortegaceae بایگانی‌شده  در ۹ مه ۲۰۰۸ توسط Wayback Machine در L. Watson و MJ Dallwitz (1992 به بعد). خانواده گیاهان گلدار بایگانی‌شده  در ۳ ژانویه ۲۰۰۷ توسط Wayback Machine: توضیحات، تصاویر، شناسایی، بازیابی اطلاعات. نسخه: ۲۷ آوریل 2006. http://delta-intkey.com بایگانی‌شده  در ۳ ژانویه ۲۰۰۷ توسط Wayback Machine .
- فلورهای الکترونیکی
- مرورگر NCBI Taxonomy
- پیوندها در CSDL، تگزاس